# Tmesisternus pseudosuperans
Tmesisternus pseudosuperans är en skalbaggsart som beskrevs av Stefan von Breuning 1939. Tmesisternus pseudosuperans ingår i släktet Tmesisternus och familjen långhorningar. Inga underarter finns listade i Catalogue of Life.